# Castelo de Broughty

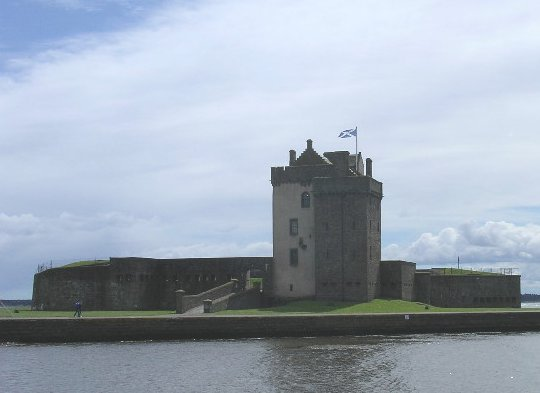
Castelo de Broughty, Escócia.

O Castelo de Broughty localiza-se em Dundee, na Escócia.

## História
Em posição dominante sobre um promontório rochoso na foz do rio Tay, foi erguido em 1496.
Ao longo de sua história sofreu diversos assaltos e assédios cujas marcas ainda são visíveis em suas muralhas.
Atualmente encontra-se requalificado como um museu.